# تل سبعين
تل سبعين قرية سوريّة تتبع إداريّاً لمحافظة حلب منطقة دير حافر ناحية كويرس شرقي، بلغ تعداد سكانها 890 نسمة حسب التعداد السكاني لعام 2004.